# Hasso Mager
Hasso Mager (* 15. Mai 1920 in Chemnitz; † 8. Januar 1995 in Dresden) war ein deutscher Schriftsteller.

## Leben
Nach dem Besuch der Volksschule und einer Lehre als Autoschlosser sowie einer Ausbildung zum Industriekaufmann war Hasso Mager Soldat im Zweiten Weltkrieg. 1943 geriet er in sowjetische Kriegsgefangenschaft. Von 1945 bis 1949 übte er verschiedene Berufe aus. Nach einem Volksrichter-Lehrgang studierte er Jura. Von 1951 bis 1960 war er als Staatsanwalt, Justitiar und Arbeitsrechtler tätig, seit 1962 arbeitete er freischaffend als Schriftsteller. 1965 wurde er mit einem Martin-Andersen-Nexö-Kunstpreis ausgezeichnet.
Mager war ab 1961 in verschiedenen Funktionen des Schriftstellerverbandes Dresden tätig (Bezirks- und SED-Parteisekretär, ab 1980 Vorsitzender). Zwischen 1967 und 1984 war Mager als Inoffizieller Mitarbeiter der DDR-Staatssicherheit unter dem Decknamen Gerd Spang erfasst und tätig. Danach wurde die inoffizielle Zusammenarbeit auf offiziellen Kontakt umgestellt.

## Werke
Kriminalromane
- Krimi und Crimen. Zur Moral der Unmoral. Mitteldeutscher Verlag, Halle/Saale 1969
- Bartuschek ist nicht mehr da. Das Neue Berlin DIE-Reihe, Berlin 1973
- Mord im Hotel. Mitteldeutscher Verlag, Halle/Saale 1978
- Gier. Mitteldeutscher Verlag, Halle/Saale 1983

Andere Bücher
- Goethe in Gefangenschaft. Mitteldeutscher Verlag, Halle/Saale 1962
- Freitags zwischen drei und sechs. Verlag Neues Leben, Berlin 1964
- Der Unbekannte bin ich. Verlag Neues Leben, Berlin 1972
- Personalien oder Das Glück zu zweit. Mitteldeutscher Verlag, Halle/Saale 1976
- Kolumbus in der Tatra. Slowakische Reisebilder. Mitteldeutscher Verlag, Halle/Saale 1979
- Tschechoslowakei. Mitteldeutscher Verlag, Halle/Saale 1980 (Mit Frantisek Nemec)
- Zwiespalt. Mitteldeutscher Verlag, Halle/Saale 1987